# Zágrábi Sikló
A zágrábi sikló (horvátul Zagrebačka uspinjača) egy siklóvasút Zágrábban, a Zágrábi Tömegközlekedési Vállalat (ZET) kezelésében. 1890-ben épült és 66 méteres hosszával Európa legrövidebb siklóvasútjának minősül.

## Jellemzők

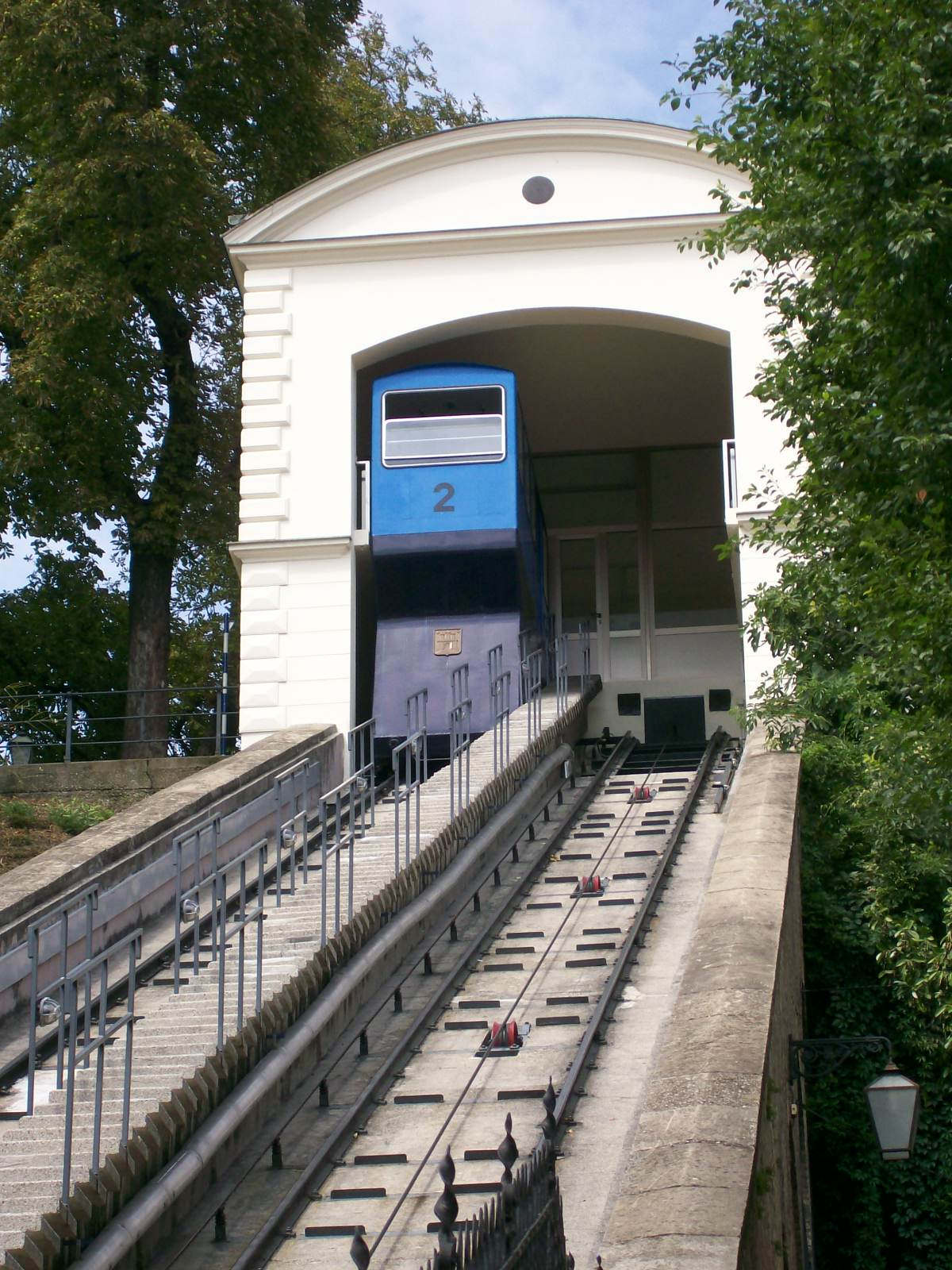
A sikló felső állomása

A sikló Zágráb főutcáját, az Ilicát és a Strossmayer sétányt köti össze, kapcsolatot teremtve a dombon található, Zágráb egyik ősi magját képező Felsőváros (Gornji grad) és 19. században kiépült Alsóváros (Donji grad) között.
A siklóvasutat a budapesti Ganz-gyár építette meg, külön egy céget alapítva a kivitelezéshez. Egy ideig magánkézben működött, majd Zágráb város tulajdonába került. Gyakran előfordult, hogy műszaki hiba miatt az utasoknak maguknak kellett tolni a kocsikat, ezért a siklóra ráragadt a „zapinjača” (gátlómű) becenév.
1934-ben a sikló motorjait benzinről elektromosra cserélték.
A kocsik 28 embert képesek egyszerre szállítani. A sikló külön jeggyel vehető igénybe, azonban a havi és éves ZET bérletek érvényesek rá.